# Teisterbant
Teisterbant (auch Teisterband, Testerbant oder Testreband) ist ein historisches Territorium in den heutigen Niederlanden.
Der erste Teil des Namens, „teister“ kommt möglicherweise von einem alten germanischen oder keltischen Wort für „rechts“, und ist mit Latein: dexter = rechts verwandt.

## Lage
Es umschloss die Gebiete, die zwischen Lek und der Maas gelegen waren. In ost-westliche Richtung reichte es von dem Gau Betuwe bis vermutlich an die Mündung der Flüsse Lek, Waal und Maas in das große Delta, das damals eine ganz andere Form als heute hatte. Der Name des Territoriums ist heute nicht mehr auf den Landkarten zu finden. Die heutige Nieder-Betuwe (der südliche Teil der Provinz Gelderland) war ein Teil des Gebiets, die Hauptstadt war Tiel, genannt werden Städte wie Vianen, Buren, Culemborg, Batenburg, Malsen (Geldermalsen?).

## Geschichte
Die Grafen von Teisterbant waren Erbkämmerer des Bischofs von Utrecht und hatten von diesem ihr Land zu Lehen. 
Nachdem sich 741 Graf Dietrich von Kleve mit der Gräfin Ida von Teisterbant vermählte, wurde er von Karl Martell mit der Grafschaft Teisterbant beliehen.
Graf Balduin von Kleve belieh 800 seinen Sohn Robert († 806) mit der Grafschaft Teisterbant.
Von Roberts Söhnen setzte Ludwig, der älteste, die Teisterbantsche Linie fort, Robert residierte zu Heusden und Theodericus zu Altena.
Der Urenkel Ludwigs, Ansfried wurde Bischof von Utrecht (995 bis 1010) und hat 994 sein Land teils seinen Verwandten und teils dem Stift Utrecht geschenkt.
Graf Dietrich von Kleve hat 1290 das Lehen von Heusden und Altena dem Grafen Floris V. von Holland geschenkt.
Später kam dieses Lehen vom Grafen von Holland an Wilhelm den Bayern, Grafen von Holland, so dass die Grafschaft endlich geteilt war und teils Holland, teils dem Herzogtum Geldern und teils dem Stift Utrecht unterstand.

## Quelle
- Testerband, Teisterband, Teisterbant, Testreband. In: Johann Heinrich Zedler: Grosses vollständiges Universal-Lexicon Aller Wissenschafften und Künste. Band 42, Leipzig 1744, Sp. 1425 f.

Koordinaten: 51° 53′ 27,6″ N, 5° 27′ 21,6″ O